# 스가베오

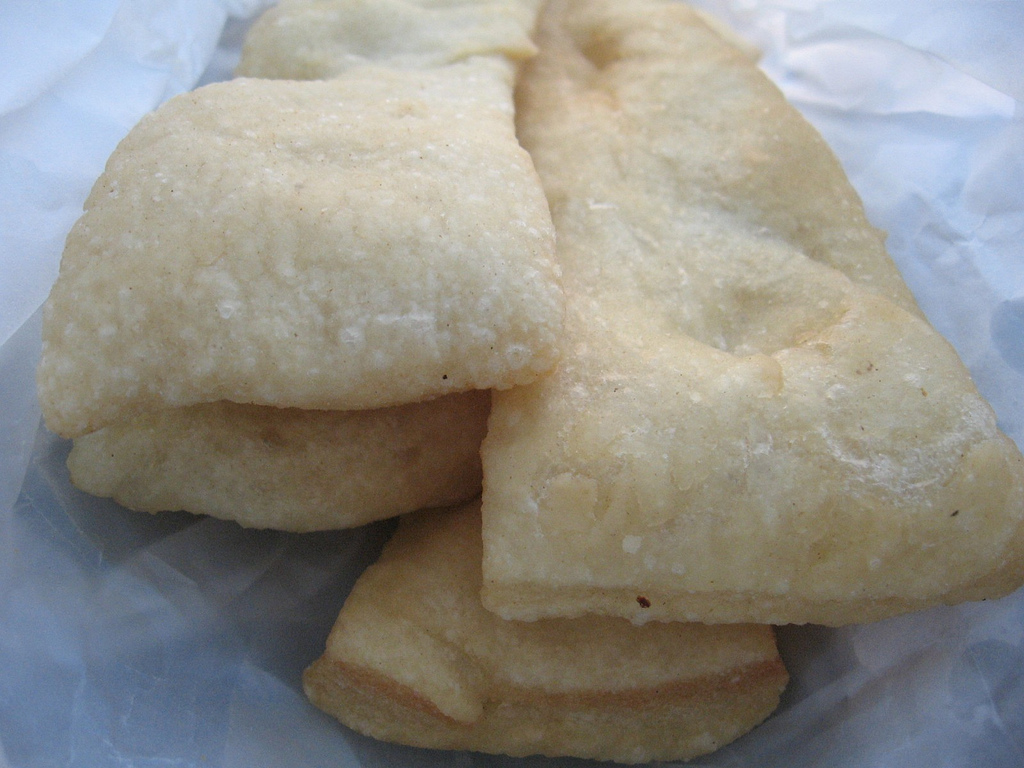

스가베오(이탈리아어: Sgabeo)는 라스페치아에서 유명한 이탈리아 요리이자 빵이다. 이 빵은 "루니자나"(Lunigiana)라고 불리는 옛 도시에서 시작되었다. 현재 "루니자나"는 라스페치아에서 매우 가까운 위치에 있다. 이 빵은 발효된 빵 반죽으로 만들어지며 조각을 내서 구운 뒤 빵 표면에 소금을 뿌린다. 스가베오는 보통 바로 먹거나 치즈 등 다른 재료를 얹어서 먹는다. 또한 초콜릿이나 페이스트리 크림을 발라서 먹기도 한다.

## 같이 보기
- 이탈리아 요리
- 라스페치아
- 빵 목록